# XEW-FM
XEW-FM é uma estação de rádio da cidade do México, que pertence a Televisa Radio, operando na frequência 96.9 MHz FM, sendo, hoje em dia, chamada de W Radio.

## História
Foi ao ar, pela primeira vez em 1970 com o nome de WFM, sob a direção de Mario Vargas.

### Anos 80
Em 1981, Victor Manuel Lujan assumiram como diretor, cargo que ocupou até 1985. Durante esse período a rádio ficou conhecida como "Rock Stereo", executando músicas Heavy Metal, Soft Metal e Pop Rock Americano dos 70s e começo dos 80s.
Em 9 de setembro de 1985 teve início a fase WFM 96.9 Magia Digital, executando música pop e rock em inglês.
Contou com locutores de reconhecido talento, pioneiros em um estilo de rádio inovador e que ainda hoje é seguido e copiado por outros locutores e emissoras mexicanas.
É a partir de 1986 que a rádio cresceu rapidamente até alcançar o primeiro lugar entre as rádios FM de todo o México de onde só saiu por volta de 1990.
Em 1988 com a volta do sucesso das músicas cantadas em inglês no México através de bandas e artistas como INXS, Milli Vanilli, Elton John, George Michael, Rod Stewart, Midnight Oil, UB40, U2, Michael Jackson, Escape Club, Chicago, Cheap Trick, Bobby McFerrin, Depeche Mode, Erasure, Duran Duran, Bon Jovi, Swing Out Sister, Paula Abdul, Prince, Phil Collins, Tracy Chapman, Information Society, Terence Trent D'Arby, New Kids on the Block, Edie Brickell and the New Bohemians, When in Rome, Will to Power, Rick Astley, Fine Young Cannibals, Taylor Dayne, Sheena Easton, Jody Watley, Donna Summer, Richard Marx, Roxette, Belinda Carlisle, Pet Shop Boys, Tone Loc, Don Henley, Bobby Brown, The B-52's, R.E.M., Natalie Cole, The Cure, Def Leppard, Bruce Hornsby, Phil Collins, entre outros, a emissora conseguiu, definitivamente, consolidar-se como a número 1 absoluta.
A estação WFM Magia Digital 96.9 (cujo slogan era "Mas y mejor musica") converteu-se em um fenômeno, em moda e em um estilo de rádio. Os adolescentes a escutavam e comentavam sobre ela todos os dias, muitos, inclusive, gravavam os programas e spots publicitários, outros, orgulhosos colovam adesivos com o logotipo da emissora em seus carros.

### Anos 90
A partir dos 90s a emissora começa, pouco a pouco, a entrar em decadência, apesar dos esforços em mantê-la no mesmo nível que sempre a caracterizou, talvez também, pelo fato de que muitos de seus locutores a deixaram.
Assim, depois de mudanças no formato e no estilo da rádio, em 15 de junho de 1999 ela se transformou em W Radical sob a direção de Luis Gerardo Salas, com um conceito de música eletrônica, que não deu certo e gerou perda de audiência, por isso, um ano depois, voltou a ser WFM - FrecuenciAdictiva ainda que com um sucesso bem menor que antes.

### Anos 2000
Em outubro de 2001 o conceito da estação mudou radicalmente, ao começar apenas a repetir a programação da XEW-AM, mantendo raros programas originais.
Pouco tempo depois a WFM deixou de transmitir e em seu lugar surgiu a W Radio, uma estação jornalistica e noticiosa.